# Teruhito Nakagawa
Pour les articles homonymes, voir Nakagawa (homonymie).
Teruhito Nakagawa (仲川 輝人, Nakagawa Teruhito), né le 27 juillet 1992 à Kanagawa, est un footballeur international japonais qui évolue au poste d'Ailier droit ou de Milieu offensif au Football Club Tokyo.

## Biographie
Teruhito Nakagawa est formé au Kawasaki Frontale de 2005 à 2010 puis à la Senshu University de 2011 à 2014. Contrairement à la plupart des footballeurs professionnels, le Japonais signe son premier contrat à l'âge plutôt avancé de 23 ans, au Yokohama F. Marinos.
Nakagawa fait ses débuts professionnels le 12 septembre 2015 en remplaçant le célèbre milieu Shunsuke Nakamura lors d'un nul 1-1 face à l'Albirex Niigata en J1 League. L'ailier est cependant peu utilisé par le club et dispute onze rencontres en l'espace de deux saisons. Nakagawa inscrit son premier but le 25 mai 2015 qui permet aux Marinos d'obtenir un nul 1-1 contre l'Albirex en Coupe de la Ligue.
En septembre 2016, en manque de temps de jeu, Nakagawa rejoint en prêt le Machida Zelvia. Le 11 septembre 2016, il dispute son premier match de J2 League face au Yokohama FC. La journée suivante, Nakagawa marque un but durant un succès à l'extérieur 1-2 aux dépens du Zweigen Kanazawa. Il finit son passage au Machida avec trois buts et une passes délivrée en championnat.
De retour à Yokohama, Nakagawa ne parvient pas à s'imposer dans le onze de départ du club durant la saison 2017 et ne joue que quelques rencontres de coupe. Il part alors en prêt en juillet 2017, à l'Avispa Fukuoka. Obtenant rapidement une place de titulaire, Nakagawa joue 20 rencontres de deuxième division et est à l'origine de deux penalties, subissant à chaque fois une faute.
C'est lors de la saison 2018 que Nakagawa parvient à se faire une place chez les Marinos. Manquant les huit premières journées de championnat, il entre en jeu lors de la neuvième contre le Shonan Bellmare. Nakagawa marque son premier but en J1 League le 2 mai 2018, inscrivant l'unique but de son équipe durant une défaite à domicile 1-3 face au Júbilo Iwata. Après cette rencontre, il devient un élément offensif régulier de l'effectif du Yokohama, accumulant 19 matchs en tant que titulaires. Nakagawa clôt l'exercice avec neufs buts en 24 rencontres.
Nakagawa s'affirme comme l'un des meilleurs joueurs de l'élite japonaise durant la saison 2019. Il termine co-meilleur buteur avec quinze réalisations, à égalité avec son coéquipier Marcos Júnior, ainsi que co-meilleur passeur de l'édition, comptant dix passes délivrées. Les Marinos remportent le championnat en s'emparant de la première place lors des dernières journées, synonyme de premier trophée en carrière pour Nakagawa. Il est nommé MVP de la saison, récompensant ses performances individuelles, et fait partie du Best Eleven, l'équipe-type du championnat
Nakagawa est récompensé de ses efforts en recevant sa première convocation avec l'équipe du Japon en décembre 2019 pour disputer la phase finale de la Coupe d'Asie de l'Est,. Il honore sa première sélection le 14 décembre 2019, titulaire avec le numéro dix sur le dos, lors d'un succès 5-0 contre Hong Kong.
Nakagawa commence la saison 2020 par une défaite aux tirs au but face au Vissel Kobe en Supercoupe du Japon le 8 février. Quatre jours plus tard, il dispute son premier match en compétition continentale, délivrant une passe lors d'une victoire 1-2 contre le Jeonbuk Motors en Ligue des champions de l'AFC. Le 19 février, Nakagawa inscrit un doublé en deux minutes face au Sydney FC, contribuant à une victoire 4-0. Le championnat est suspendu au mois de février en raison de la pandémie de Covid-19 qui sévit dans le pays. 
La reprise s'effectue début juillet mais Nakagawa se blesse aux ischio-jambiers contre le voisin du Yokohama FC et rate près d'un mois de compétition. De retour sur les terrains à la mi-août, l'ailier dispute son centième match, toutes compétitions confondues, pour les Marinos le 23 août face au Sanfrecce Hiroshima. Trois jours plus tard, Nakagawa marque son premier but de la saison en championnat après être entré en jeu et contribue à un succès 4-1 contre le Consadole Sapporo. Il subit un claquage tendineux à la fin du mois de septembre et rate neuf matchs de championnat, après un retour de blessure efficace avec deux buts marqués et quatre passes délivrées. Nakagawa revient à la compétition en novembre et peut participer à la reprise de la Ligue des champions de l'AFC pour les clubs d'Asie de l'Est. Décisif, il contribue à la première place de son groupe de Yokohama qui se qualifie pour les huitièmes de finale. Nakagawa réalise une passe permettant l'ouverture du score contre le Suwon Samsung Bluewings mais le match se termine par une défaite 2-3, synonyme d'élimination,.

## Statistiques

### Statistiques détaillées
| Saison                | Club                  | Championnat           | Championnat | Championnat | Championnat | Coupe nationale | Coupe nationale | Coupe nationale | Coupe de la Ligue | Coupe de la Ligue | Coupe de la Ligue | Supercoupe | Supercoupe | Supercoupe | Compétition(s) continentale(s) | Compétition(s) continentale(s) | Compétition(s) continentale(s) | Compétition(s) continentale(s) | Playoffs | Playoffs | Playoffs | Japon | Japon | Japon | Total | Total | Total |
| Saison                | Club                  | Division              | M.          | B.          | P.d.        | M.              | B.              | P.d.            | M.                | B.                | P.d.              | M.         | B.         | P.d.       | Comp.                          | M.                             | B.                             | P.d.                           | M.       | B.       | P.d.     | M.    | B.    | P.d.  | M.    | B.    | P.d.  |
| 2015                  | Yokohama F. Marinos   | J1 League             | 2           | 0           | 0           | 1               | 0               | 0               | -                 | -                 | -                 | -          | -          | -          | -                              | -                              | -                              | -                              | -        | -        | -        | -     | -     | -     | 3     | 0     | 0     |
| 2016                  | Yokohama F. Marinos   | J1 League             | 4           | 0           | 0           | -               | -               | -               | 5                 | 1                 | 0                 | -          | -          | -          | -                              | -                              | -                              | -                              | -        | -        | -        | -     | -     | -     | 9     | 1     | 0     |
| 2017                  | Yokohama F. Marinos   | J1 League             | 0           | 0           | 0           | -               | -               | -               | 4                 | 1                 | 0                 | -          | -          | -          | -                              | -                              | -                              | -                              | -        | -        | -        | -     | -     | -     | 4     | 1     | 0     |
| 2018                  | Yokohama F. Marinos   | J1 League             | 24          | 9           | 2           | 3               | 0               | 0               | 10                | 4                 | 4                 | -          | -          | -          | -                              | -                              | -                              | -                              | -        | -        | -        | -     | -     | -     | 37    | 13    | 6     |
| 2019                  | Yokohama F. Marinos   | J1 League             | 33          | 15          | 10          | 1               | 0               | 0               | 2                 | 0                 | 0                 | -          | -          | -          | -                              | -                              | -                              | -                              | -        | -        | -        | 2     | 0     | 0     | 38    | 15    | 10    |
| 2020                  | Yokohama F. Marinos   | J1 League             | 18          | 2           | 6           | -               | -               | -               | 1                 | 0                 | 0                 | 1          | 0          | 1          | AFC                            | 6                              | 3                              | 4                              | -        | -        | -        | -     | -     | -     | 26    | 5     | 11    |
| Sous-total            | Sous-total            | Sous-total            | 81          | 26          | 18          | 5               | 0               | 0               | 22                | 6                 | 4                 | 1          | 0          | 1          | -                              | 6                              | 3                              | 4                              | -        | -        | -        | 2     | 0     | 0     | 117   | 35    | 27    |
| 2016                  | Machida Zelvia (prêt) | J2 League             | 12          | 3           | 1           | -               | -               | -               | -                 | -                 | -                 | -          | -          | -          | -                              | -                              | -                              | -                              | -        | -        | -        | -     | -     | -     | 12    | 3     | 1     |
| 2017                  | Avispa Fukuoka (prêt) | J2 League             | 18          | 0           | 0           | -               | -               | -               | -                 | -                 | -                 | -          | -          | -          | -                              | -                              | -                              | -                              | 2        | 0        | 0        | -     | -     | -     | 20    | 0     | 0     |
| Sous-total            | Sous-total            | Sous-total            | 30          | 3           | 1           | -               | -               | -               | -                 | -                 | -                 | -          | -          | -          | -                              | -                              | -                              | -                              | 2        | 0        | 0        | -     | -     | -     | 32    | 3     | 1     |
| Total sur la carrière | Total sur la carrière | Total sur la carrière | 111         | 29          | 19          | 5               | 0               | 0               | 22                | 6                 | 4                 | 1          | 0          | 1          | -                              | 6                              | 3                              | 4                              | 2        | 0        | 0        | 2     | 0     | 0     | 149   | 38    | 28    |

### Matchs internationaux
| 0 | Date             | Lieu                         | Adversaire   | Score | Compétition           | Statut                           | Performances |      |
| 0 | Date             | Lieu                         | Adversaire   | Score | Compétition           | Statut                           | But(s)       | Pas. |
| - | ---------------- | ---------------------------- | ------------ | ----- | --------------------- | -------------------------------- | ------------ | ---- |
| 1 | 14 décembre 2019 | Busan Gudeok Stadium, Busan  | Hong Kong    | 5 - 0 | Coupe d'Asie de l'Est | Titulaire                        |              |      |
| 2 | 18 décembre 2019 | Stade Asiade de Pusan, Busan | Corée du Sud | 1 - 0 | Coupe d'Asie de l'Est | Remplaçant ( 79e Musashi Suzuki) |              |      |

## Palmarès

### En club
Avec le Yokohama F. Marinos, Nakagawa remporte la J1 League en 2019.

### Distinctions personnelles
- Co-meilleur buteur de la J1 League en 2019 (15 buts)
- Co-meilleur passeur de la J1 League en 2019 (10 passes)
- MVP de la J1 League en 2019
- Best Eleven de la J1 League en 2019